# Associació Cultural Musical Pere Josep Cañellas
Associació Cultural Musical Pere Josep Cañellas és una agrupació cultural creada el 1986 a Calvià (Mallorca). Pren el nom del músic calvianer Pere Josep Cañellas Jaume (1845-1922). Disposa de diferents seccions: escola de música, banda de música, un cor infantil i un d'adults i una escola de ball de bot. El 2002 creà l'Associació d'amics de l'Òpera. Per les festes de Sant Jaume organitza la Nit de la Sarsuela. El 2014 l'Obra Cultural Balear li atorgà el premi Bartomeu Oliver, dels premis 31 de Desembre.